# Сумская агломерация
Сумска́я агломера́ция (укр. Сумська агломерація) — городская агломерация в Сумской области Украины с центром в городе Сумы.

## Состав
- Город Сумы — 294,852 тыс.чел., 145 км².
- Сумский район — 62,800 тыс.чел., 1855 км².
- Краснопольский район — 34,113 тыс.чел., 1351 км².

Сумскую агломерацию часто включают в состав более обширной Сумско-Ахтырской конурбации. К последней также относится Ахтырская агломерация в долине реки Ворскла: город Ахтырка — 50,036 тыс.чел., 30 км², Ахтырский район — 31,206 тыс.чел., 1287 км², Тростянецкий район — 42,134 тыс.чел., 1048 км², Великописаревский район — 27,222 тыс.чел., 831 км². Общее население этой территории составляет 150,598 тыс. чел., общая площадь — 3196 км², плотность населения — 47 чел. на км²;
Кроме того, в состав конурбации включают город Лебедин — 29,569 тыс.чел., 167 км², Лебединский район — 27,868 тыс.чел., 1542 км², Белопольский район — 61,064 тыс.чел., 1443 км².

## Статистика
Примерная статистика агломерации (2001): Численность населения — 391,765 тыс. чел. Площадь — 3351 км². Плотность населения — 117 чел./км².
Общие данные по Сумско-Ахтырской конурбации (2001): Численность населения — 660,864 тыс. чел. Площадь — 9699 км². Плотность населения — 68 чел./км².